# Christelijke Academie voor Beeldende Kunsten
De Christelijke Academie voor Beeldende Kunsten (CABK) is de vroegere kunstacademie te Kampen en nu gevestigd als ArtEZ Art & Design Zwolle te Zwolle.

## Voorgeschiedenis

### Christelijk Cultureel Studiecentrum
Op 19 oktober 1964 is in de NCRV studio te Hilversum het Christelijk Cultureel Studiecentrum (CCS) opgericht, met als uitdrukkelijk doel een christelijke opleiding voor jonge kunstenaars op te richten. De stichters waren van mening dat met name het protestants-christelijke volksdeel een grote achterstand had "op gebied van kunstwaardering en kunstbeleving". In de statuten van het CCS werden twee doelstellingen vastgelegd, namelijk dat er vanuit het CCS door middel van publicaties en conferenties jonge kunstenaars worden bereikt en dat er vanuit het CCS een academie ontwikkeld wordt. De groep van mensen die het CCS oprichtte bestond uit onder meer: Bert van Swigchem (hoogleraar kerkgeschiedenis), drs. H.J. Bonda, D. Boon, mw. J.G. Broertjes, H.W. Hoddenbagh, Henk Krijger, ds. S.J. Popma en mr. A.B. Roosjen.
Het dagelijks bestuur van het CCS bestond in het begin uit een driemanschap: dr. P.H. van Gorcum, ir. J. Bulens en dr. (H.R.) Hans Rookmaaker, de filosoof en kunsthistoricus, vanaf 1965 hoogleraar aan de Vrije Universiteit te Amsterdam. Vooral deze laatste heeft in het begin een nadrukkelijk stempel op het CCS en op het begin van de CABK gedrukt.

## Oprichting

### Bestuur
In 1978 werd de CABK door het CCS opgericht, waarbij het CCS het bestuur werd, waaronder een directeur verantwoordelijk werd voor de dagelijkse gang van zaken. Klaas de Jong Ozn, de vader van schrijver Oek de Jong, is in deze periode jarenlang de voorzitter van het CCS geweest. Hij was vanaf 1975 staatssecretaris voor de kunsten onder het ministerschap van Onderwijs en Wetenschappen.

### Gebouw
Het instituut werd gevestigd in de voormalige Van Heutszkazerne aan de Oudestraat in Kampen, met een mooi uitzicht over de IJssel. In deze kazerne waarin vroeger de KNIL gevestigd is geweest, is in de periode na de Tweede Wereldoorlog het kantoor van de Rijksdienst voor de IJsselmeerpolders gevestigd geweest, voordat deze naar Lelystad verhuisde. In 1978 stond het gebouw leeg en de burgemeester van Kampen, dhr. Van Tuinen, die een kennis van Klaas de Jong Ozn. was, tipte hem als voorzitter van het CCS die in die tijd naar een gebouw zocht voor de op te richten academie. De eerste directeur van de C.A.B.K werd meubelontwerper en architect Dirk van Sliedrecht.

## Geschiedenis tot aan Constantijn Huygens
In 1986 is de kunstacademie gefuseerd met de Expressieacademie of de Academie voor Expressie door Woord en Gebaar te Kampen en het Conservatorium van Zwolle tot de Hogeschool voor de Kunsten Constantijn Huygens. Het bestuur is toen overgedragen door het CCS aan de Hogeschool.

## ArtEZ Hogeschool voor de kunsten
In 2001 is Constantijn Huygens gefuseerd met de kunstinstellingen van Enschede en Arnhem tot ArtEZ hogeschool voor de kunsten.

### Verhuizing van Kampen naar Zwolle
In de winter van 2003/2004 is de kunstacademie verhuisd van Kampen naar het gerenoveerde voormalige Sophia-ziekenhuis te Zwolle.

### Huidige situatie
Zie hiervoor: ArtEZ Art & Design Zwolle

Fotogalerij
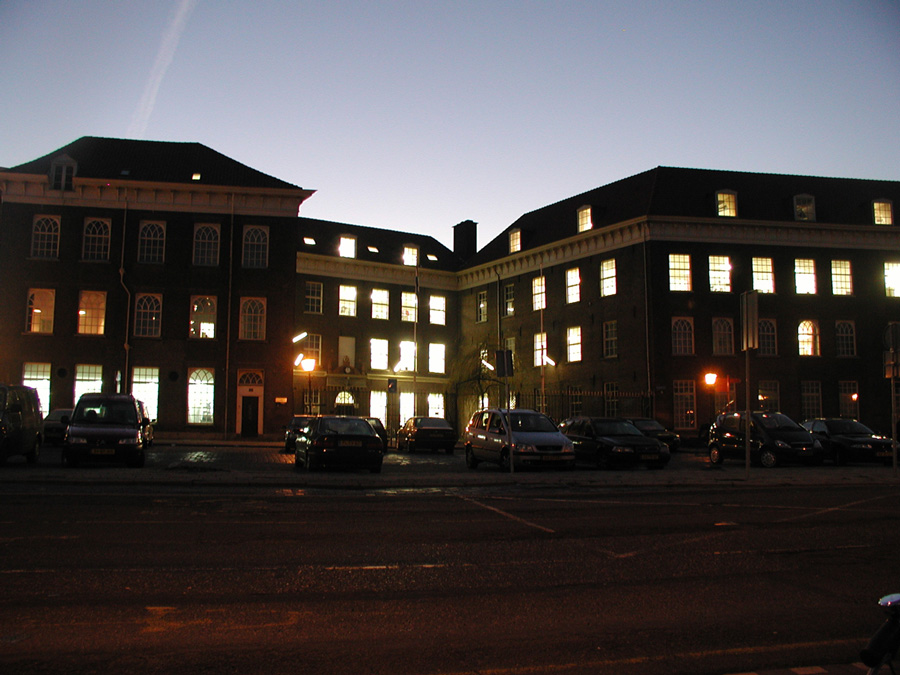
CABK bij nacht, gezien vanaf de IJssel
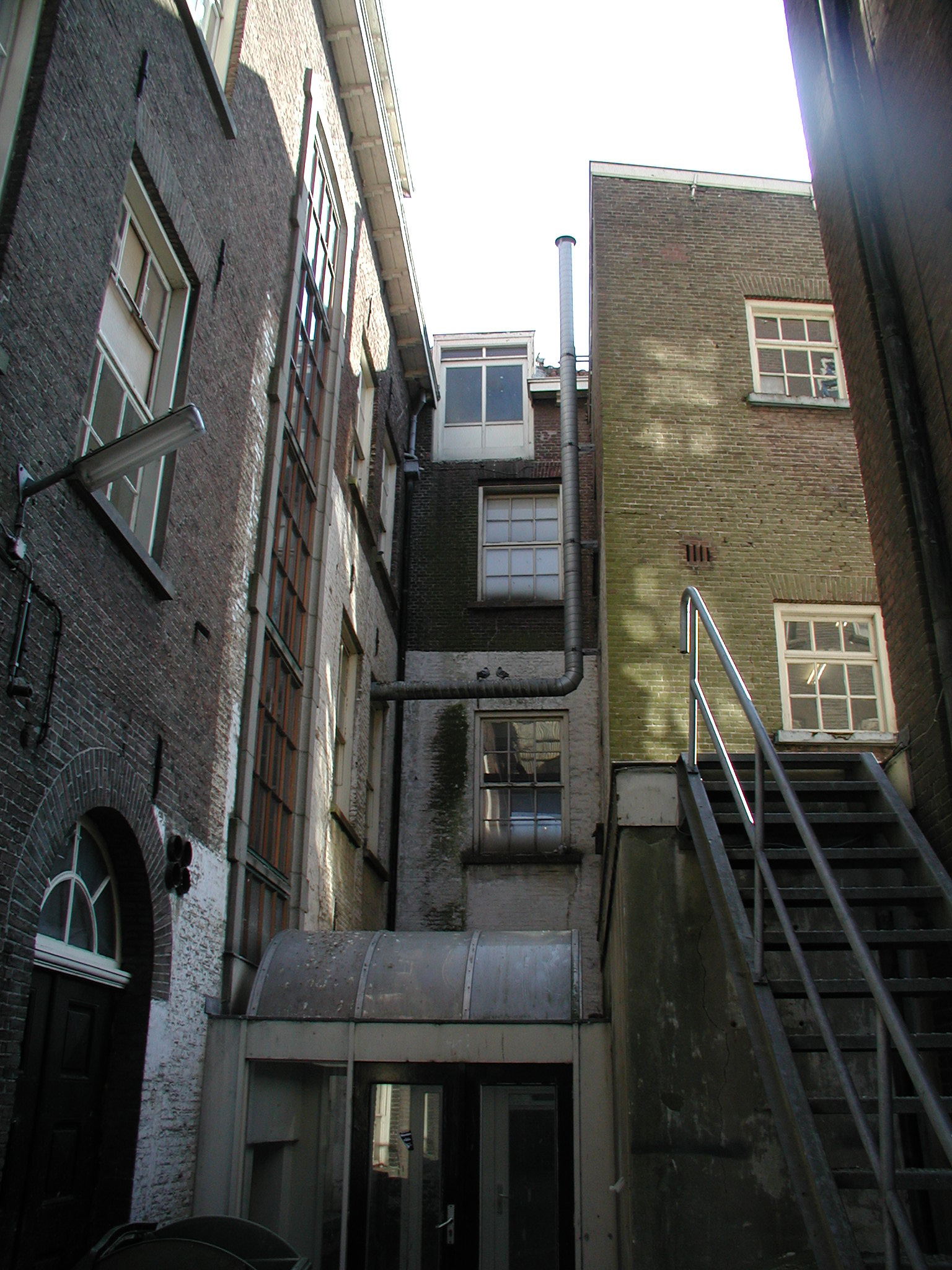
Tussen Van Heutzkazerne en het Torengebouw
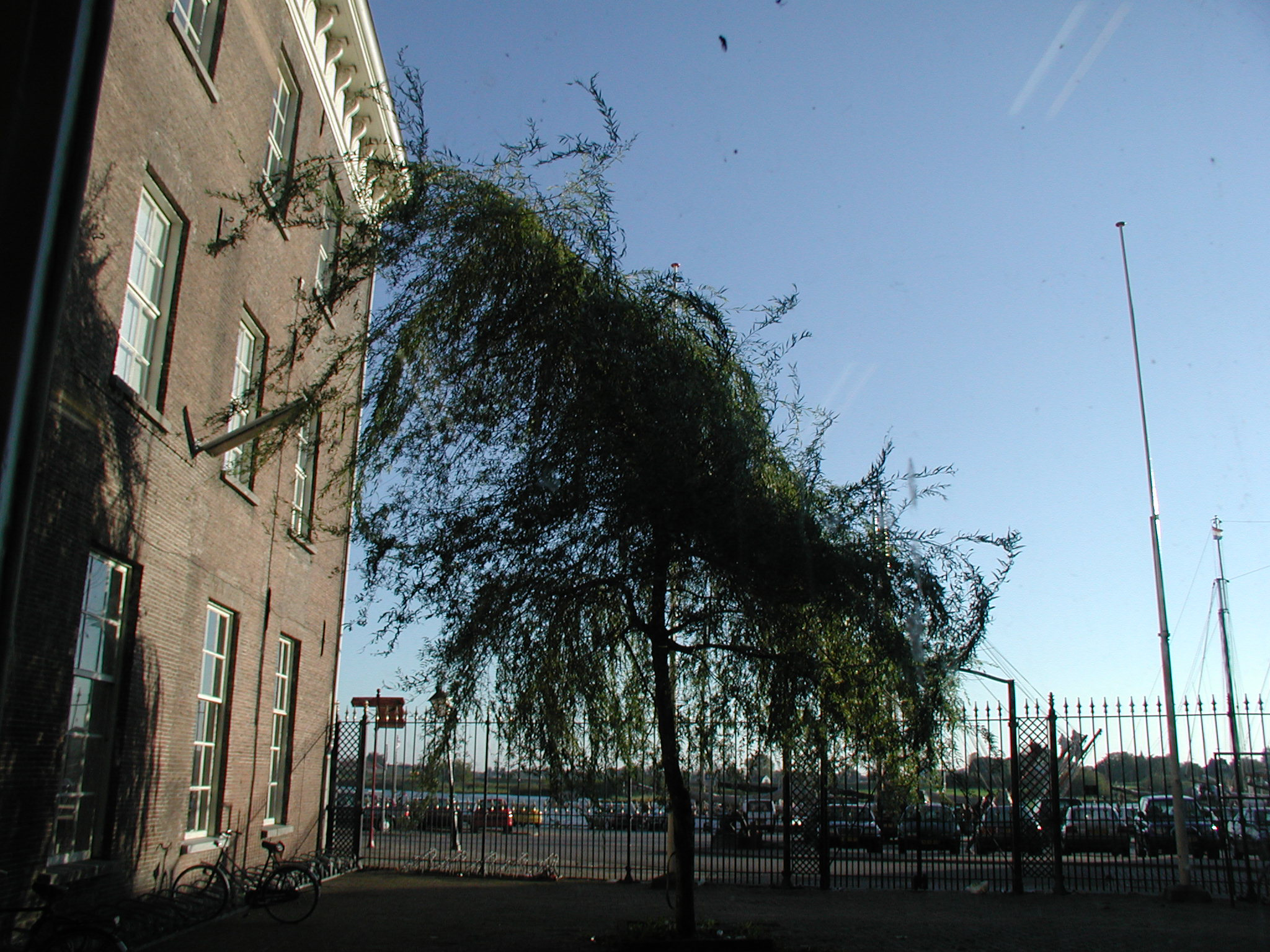
Gezicht vanuit de Academie naar de IJssel
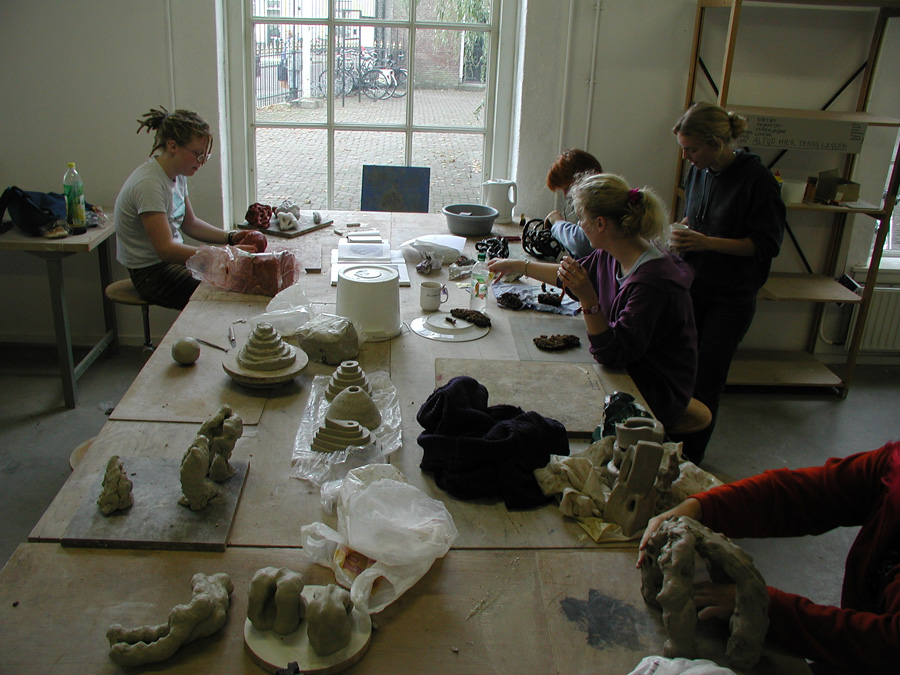
Studenten aan het werk in de werkplaats Keramiek
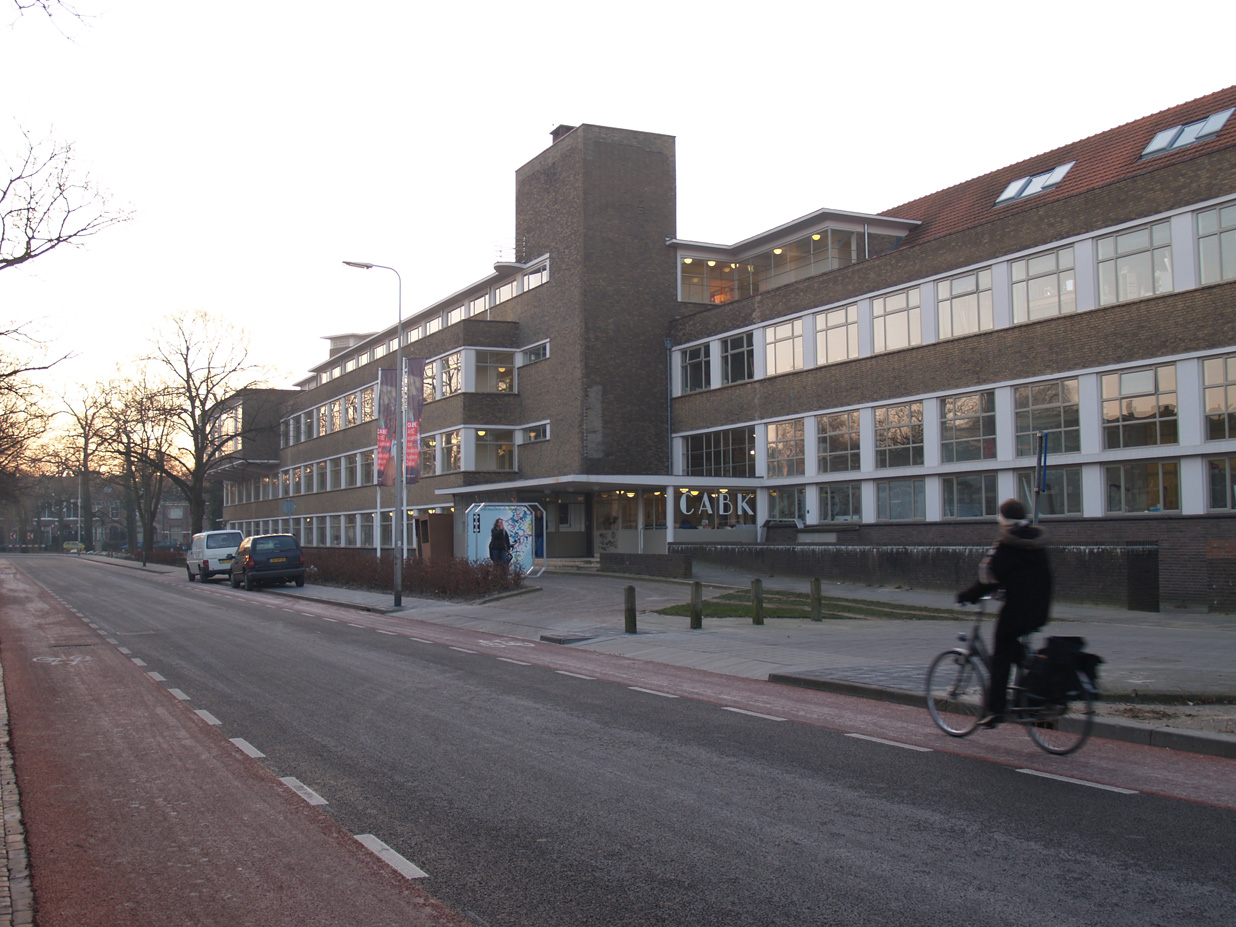
ArtEZ Art & Design te Zwolle

Academie Minerva (Groningen) · Akademie voor Kunst en Vormgeving St. Joost (Breda & 's-Hertogenbosch) · ArtEZ Academie voor Beeldende Kunst en Vormgeving (Zwolle, Arnhem & Enschede) · Design Academy Eindhoven · Fontys Hogeschool voor de Kunsten (Tilburg) · Gerrit Rietveld Academie (Amsterdam) · Hogeschool voor de Kunsten Utrecht · Maastricht Institute of Arts · Jan van Eyck Academie (Maastricht) · Koninklijke Academie van Beeldende Kunsten (Den Haag) · Kunstacademie Haarlem · Kunstacademie Leiden (Rijnsburg) · Rijksakademie van beeldende kunsten (Amsterdam) · Willem de Kooning Academie (Rotterdam)